# Bolesław Eggers
Bolesław Kazimierz Eggers (ur. 4 marca 1881 w Siedlcach, zm. wiosną 1940 w Katyniu) – kapitan administracji Wojska Polskiego, ofiara zbrodni katyńskiej.

## Życiorys
Syn Leonarda i Kamilli z Kamienieckich. Studiował w seminarium duchownym w Saratowie i ukończył szkołę pocztowo-telegraficzną w Warszawie. W latach 1902–1904 i w czasie I wojny światowej służył w armii rosyjskiej. Został ranny w bitwie pod Kaniowem. Od 1918 w Wojsku Polskim. Uczestnik wojny polsko-bolszewickiej. W okresie międzywojennym pracował jako kierownik stacji telegraficznej Ministerstwa Spraw Wojskowych i Sztabu Głównego (od 1927). Był członkiem Związku Wojskowego Polaków w Rosji.
Po wybuchu II wojny światowej, w czasie kampanii wrześniowej 1939, wraz z innymi żołnierzami ewakuowany na wschód Polski. Po agresji ZSRR na Polskę z 17 września 1939 dostał się do niewoli sowieckiej. Był przetrzymywany w obozie jenieckim w Kozielsku. Między 3 a 5 kwietnia 1940 został przekazany do dyspozycji naczelnika smoleńskiego obwodu NKWD (lista wywózkowa bez numeru z 2 kwietnia 1940). Między 4 a 7 kwietnia 1940 zamordowany w Katyniu przez funkcjonariuszy Obwodowego Zarządu NKWD w Smoleńsku oraz pracowników NKWD przybyłych z Moskwy na mocy decyzji Biura Politycznego KC WKP(b) z 5 marca 1940. Ofiary tego mordu grzebano w bezimiennych mogiłach zbiorowych, gdzie od 28 lipca 2000 mieści się oficjalnie Polski Cmentarz Wojenny w Katyniu. W Lesie Katyńskim prowadzone były ekshumacje i prace archeologiczne. W 1943 jego ciało zostało zidentyfikowane w toku ekshumacji nadzorowanych przez Niemców pod numerem 1902 (raport dzienny z 13 maja 1943) – dosł. określony jako Eggers Boleslaw. Przy jego zwłokach odnaleziono: list, pocztówkę, leg. urz. oraz kartę z nadawcą: Helena (?), Warszawa, ul. Dobra 10/8. Figuruje na liście Komisji Technicznej PCK pod numerem 01902.

### Życie prywatne
Mieszkał w Warszawie. Ożenił się ze Stefanią z Tuchnowskich, z którą miał córkę Zofię.

## Odznaczenia
- Krzyż Walecznych[1]
- Medal Niepodległości[1]
- rumuński Krzyż Pamiątkowy Wojny 1916-1919 – 1933[12]

## Upamiętnienie
5 października 2007 minister obrony narodowej Aleksander Szczygło mianował go pośmiertnie na stopień majora. Awans został ogłoszony 9 listopada 2007 w Warszawie, w trakcie uroczystości „Katyń Pamiętamy – Uczcijmy Pamięć Bohaterów”.
13 kwietnia 2016, w ramach akcji „Katyń... pamiętamy” / „Katyń... Ocalić od zapomnienia”, w ogrodzie Pałacu Prezydenckiego został zasadzony Dąb Pamięci poświęconego wszystkim Ofiarom Zbrodni Katyńskiej, certyfikat z numerem 1.